# ブロモフェノホス
ブロモフェノホス（英：Bromofenofos）は動物用医薬品として使用される駆虫薬である。ウシやヒツジの肝蛭（Fasciola hepatica）による感染症（肝蛭症）の治療に使用される。
催奇性がある。